# 外攘门

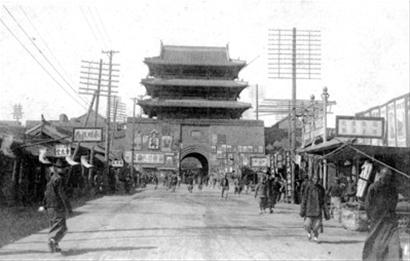
外攘门

外攘门，又称小西门，位于辽宁省沈阳市，是沈阳城门中在沈阳内城西偏北的一座。外攘门为沈阳方城的主城门，直通连接北京的大御路，历代清帝回乡祭祖，都由此门进城。

## 历史
1625年，后金大汗努尔哈赤从辽阳迁都沈阳。1631年皇太极扩建沈阳中卫，并更名盛京。改建后的盛京城有敌楼八座，角楼四座，并将原有的四座城门改为八座城门。其中外攘门为西偏北的一座。
1951年6月13日，外攘门同城门下的真武庙被拆除。